# Fusielassen

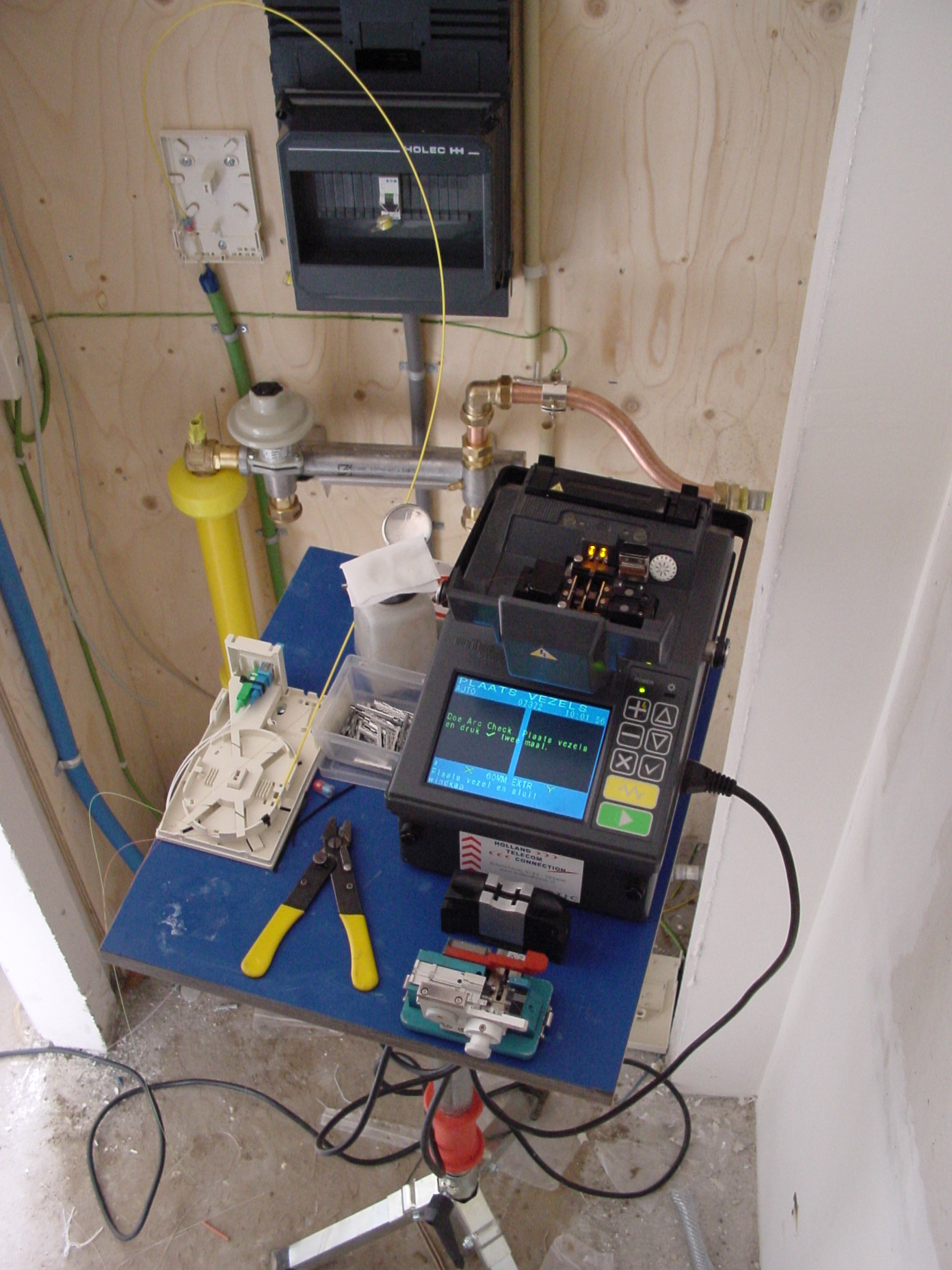
een fusielasmachine

Fusielassen is een techniek om glasvezel met elkaar te verbinden. Deze techniek wordt gebruikt bij de aanleg van telecommunicatienetwerken.
Als voorbereiding wordt eerst met een speciaal tangetje (miller) een stukje coating van de vezel van beide te verbinden uiteinden afgestript, vervolgens wordt het gestripte gedeelte gereinigd met alcohol, en ten slotte wordt de vezel haaks afgesneden met een zogenoemde cleaver.
Bij het fusielassen worden de twee glasvezel-uiteindes exact tegenover elkaar geplaatst in een fusielasmachine en vervolgens kortdurend verhit door een elektrische vlamboog. Ze worden zo zonder toevoeging van een vreemd materiaal aan elkaar versmolten. Hierbij treedt tussen de materialen een proces op dat segregatie heet.
Als de las gereed is moet deze nog beschermd worden. Dat gebeurt met een beschermer die om de las wordt geknepen of met een krimpkous die, uiteraard voordat de las wordt gemaakt, over een van de vezels is geschoven.